# Аннис, Франческа
Франче́ска М. П. А́ннис (англ. Francesca M. P. Annis; 14 мая 1945, Кенсингтон, Лондон, Англия, Великобритания) — английская актриса.

## Биография
Франческа М. П. Аннис родилась 14 мая 1945 года в Кенсингтоне (Лондон, Англия, Великобритания) в семье англичанина Лестера Уильяма Энтони Анниса (1914—2001) и бразильянки и француженки Марикиты Парселл (1913—2009). У Франчески есть два брата — Куэнтон Д. Аннис и Тони П. Аннис.
В 1946 году Франческа вместе со своей семьёй переехала в Бразилию, но 6 лет спустя она вернулась в Англию, где получила образование.

## Карьера
Франческа дебютировала в кино в 1959 году, сыграв роль Сильвии в фильме «Кошачья банда». В 1978 году Аннис сыграла роль Лилли Лэнгтри в мини-сериале «Лилли», за роль которой она получила премию BAFTA TV (1979) в номинации «Лучшая актриса». Всего она сыграла в 97-ми фильмах и телесериалах.

## Личная жизнь
В 1976—1990-е года Франческа была замужем за актёром Патриком Уайзманом. У бывших супругов есть трое детей: сыновья Тэран Уайзнер и Андреас Уайзнер и дочь Шарлотт Эмили Уайзнер.
В 1995—2006 годах жила с актёром Рэйфом Файнсом.

## Избранная фильмография
| Год  |   | Русское название        | Оригинальное название | Роль               |
| ---- | - | ----------------------- | --------------------- | ------------------ |
| 1959 | ф | Кошачья банда           | The Cat Gang          | поклонница         |
| 1963 | ф | Клеопатра               | Cleopatra             | Эйрас              |
| 1978 | с | Лилли                   | Lillie                | Лилли Лэнгтри      |
| 1983 | ф | Крулл                   | Krull                 | вдова              |
| 1984 | ф | Дюна                    | Dune                  | леди Джессика      |
| 1985 | с | Частный детектив Магнум | Magnum, P.I.          | Пенелопи Сэнт-Клэр |
| 1986 | ф | Под вишневой луной      | Under the Cherry Moon | миссис Уэллингтон  |
| 1987 | с | Я покорю Манхэттен      | I'll Take Manhattan   | Лили Эмбервилл     |
| 2005 | ф | Револьвер               | Revolver              | Лили Уолкер        |
| 2018 | ф | Король воров            | King of Thieves       | Линн Ридер         |